# 긴귀다람쥐
긴귀다람쥐(Neotamias quadrimaculatus)는 다람쥐과에 속하는 설치류의 일종이다. 새크라멘토다람쥐 또는 네줄무늬다람쥐로도 불린다. 미국 캘리포니아주와 네바다주의 시에라 네바다 산맥 중부와 북부 지역의 토착종이다. 긴귀다람쥐는 모든 다람쥐 종들 중에서 가장 긴 귀를 갖고 있다.

## 특징
수컷 긴귀다람쥐의 전체 몸길이 범위는 23.0~23.9cm인 반면에 암컷은 23.0~24.5mm이다. 수컷 꼬리 길이는 8.5~10.0cm이고, 암컷은 9.0~10.1cm이다. 수컷 몸무게는 74.1~89.0g, 암컷은 81.0~105.0g이다. 몸의 털은 밝은 적색과 갈색을 띠고, 5줄의 짙은 줄무늬와 4줄의 연한 줄무늬가 섞인 줄무늬가 등 뒤로 이어진다. 양 귀 바닥에 크고 두드러진 흰 반점이 있다.

## 습성
긴귀다람쥐는 주행성 동물이다. 땅 위에서 먹이를 구하며, 버섯과 씨앗, 열매, 꽃, 곤충 등을 먹고 가을에는 침엽수에 올라 솔방울로부터 씨앗을 먹는다. 11월과 3월 사이에 땅 위의 굴 속에서 겨울잠을 자고, 땅 속 굴이나 나무 구멍 속에서 연중 서식한다. 4월말과 5월에 짝짓기를 하고, 1달간의 임신 기간 이후에 새끼를 낳는다.